# 约瑟夫·弗兰肯
兰伯特·约瑟夫·阿洛伊斯·弗兰肯（Lambert Josef Alois Frenken，1854年9月27日—1943年9月10日）是德国法学家和中央党政治家。魏玛共和国时期，曾在汉斯·路德的第一届内阁中短暂担任过司法部长（1925年1月至11月）。

## 生平
约瑟夫·弗兰肯1854年9月27日出生于海因斯堡附近的Löcken。他加入了普鲁士的公务员队伍，并在科隆担任检察官前获得“法学博士”一称。1899年起，在普鲁士司法部工作，1913年成为刑事案件和监狱管理部门次长 。
1914年到1916年，弗兰肯在德国阿尔萨斯-洛林部任副部长。1916年，成为科隆地区高级法院院长，1922年以法官身份退休。退休后，在1925年1月任汉斯·路德首届内阁中的司法部长，因他与中央党关系密切。在任期间，他还负责占领区部的工作。1925年11月21日弗兰肯辞职，以表抗他强烈反对的《洛迦诺条约》。
1943年9月10日弗兰肯在科隆去世。